# Drop In

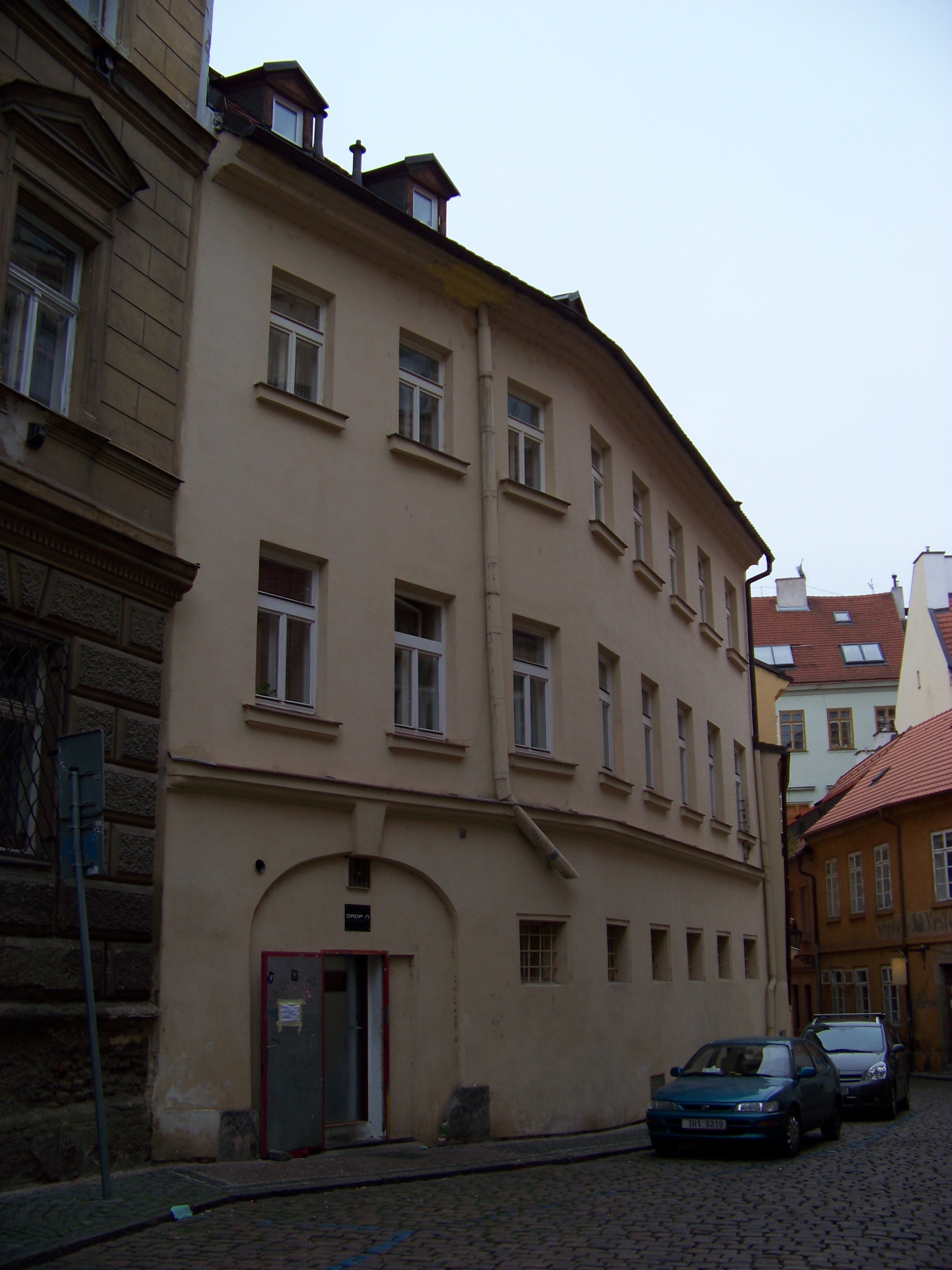
Kontaktní nízkoprahové středisko Drop In v Praze na Starém Městě
v ulici Boršov

Středisko prevence a léčby drogových závislostí Drop In o. p. s., zkráceně Drop In o. p. s., je nestátní nezisková organizace a nestátní zdravotnické zařízení, která se zabývá adiktologickou problematikou. Jejím cílem je nabízet profesionální služby v oblasti léčby závislostí se zaměřením na nealkoholové drogy, východiskem je takzvaný racionální přístup k drogové problematice. Posláním služby je snižovat zdravotní a sociální poškození klientů užívajících návykové látky a vytvářet tak podmínky pro plnější a zdravější život. Drop In vznikl roku 1991 jako nadace, v roce 1999 se transformovalo z nadace na obecně prospěšnou společnost. Zakladateli jsou MUDr. Jiří Presl a PhDr. Ivan Douda. 

## Činnost
V roce 2015 organizace provozuje šest jednotlivých projektů: Terénní program, Nízkoprahové středisko, Centrum metadonové substituce, Centrum následné péče, Centrum pro rodinu a Adiktologická ambulance. Jedná se o registrovanou sociální službu, služby jsou poskytovány bezplatně.
Nízkoprahové středisko Drop In je místem prvního kontaktu při potřebě pomoci související s problematikou nealkoholových drog. Středisko vydává závislým osobám materiál pro bezpečnou aplikaci drog a poskytuje v prostředí kontaktního centra poradenství uživatelům drog a jejich blízkým. Středisko sídlí v Praze na Starém Městě v budově na adrese Boršov 286/9 (jedná se o vchod do zadního traktu domu s adresou Karolíny Světlé 286/18). Otevřeno je každý pracovní den od 9 do 16 až 17:30 hodin.